# I Rise
I Rise è un singolo della cantante statunitense Madonna, pubblicato il 3 maggio 2019 come secondo estratto dal quattordicesimo album in studio Madame X.
Il brano è stato scritto dalla stessa interprete con Brittany Talia Hazzard e Jason Evigan, e prodotto da quest'ultimo con Madonna.

## Descrizione
I Rise, descritto come un «inno potente ed edificante», seziona la sopravvivenza e il rialzarsi dalle avversità dal mondo sociale e moderno, come un «modo di dare voce a tutte le persone emarginate che sentono di non avere l'opportunità di dire la propria opinione», nelle parole di Madonna stessa. Il singolo contiene, come introduzione, un pezzo del discorso della attivista sociale ed avvocato Emma González, sopravvissuta alla sparatoria della Stoneman Douglas High School e cofondatrice del comitato Mai più MSD, fatto durante un'intervista di febbraio 2018.

## Tracce
Download digitale
1. I Rise – 3:44

Download digitale – Tracy Young Remixes
1. I Rise (Tracy Young's Pride Extended Remix) – 6:31
2. I Rise (Tracy Young's Pride Dub) – 6:31
3. I Rise (Tracy Young's Pride Intro Radio Remix) – 3:50

Download digitale – Remixes
1. I Rise (DJLW Remix) – 4:36
2. I Rise (Kue Drops The Funk Remix) – 5:56
3. I Rise (Offer Nissim Remix) – 6:56
4. I Rise (Thomas Gold Remix) – 3:17
5. I Rise (Daybreakers Remix) – 5:24
6. I Rise (DJ Irene & The Alliance Remix) – 3:49

12"
- Lato A

1. I Rise (Tracy Young's Pride Extended Remix) – 6:31
2. I Rise (Kue Drops The Funk Remix) – 5:56
3. I Rise (Daybreakers Remix) – 5:24

- Lato B

1. I Rise (Thomas Gold Remix) – 3:17
2. I Rise (DJLW Remix) – 4:36
3. I Rise (Offer Nissim Remix) – 6:56

## Classifiche
| Classifica (2019) | Posizione massima |
| ----------------- | ----------------- |
| Croazia           | 95                |